# Saison 5 de Veep
Chronologie
Saison 4 Saison 6
Cet article présente la cinquième saison de la série télévisée Veep.

## Distribution

### Acteurs principaux
- Julia Louis-Dreyfus (VF : Valérie Nosrée) : Selina Meyer
- Anna Chlumsky (VF : Laura Zichy) : Amy Brookheimer
- Tony Hale (VF : Xavier Béja) : Gary Walsh
- Reid Scott (VF : Didier Cherbuy) : Dan Egan
- Timothy Simons (VF : Gérard Malabat) : Jonah Ryan
- Matt Walsh (VF : Érik Colin puis Laurent Morteau) : Mike McLintock
- Sufe Bradshaw (VF : Isabelle Leprince) : Sue Wilson
- Kevin Dunn (VF : Jacques Bouanich) : Ben Cafferty (depuis la saison 2)
- Gary Cole (VF : Patrick Poivey) : Kent Davison (depuis la saison 2)
- Sam Richardson : Richard Splett (depuis la saison 3)

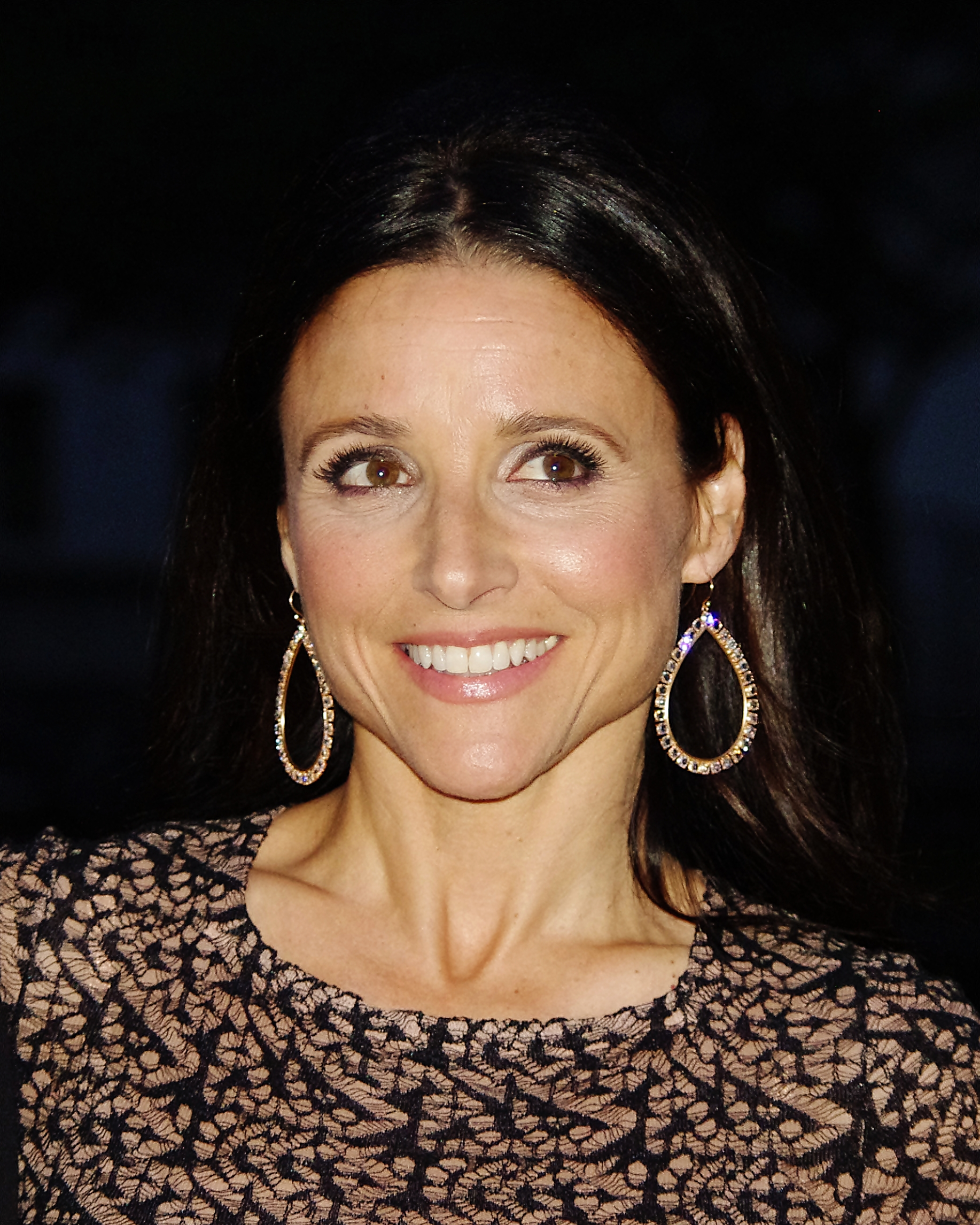
Julia Louis-Dreyfus interprète Selina Meyer
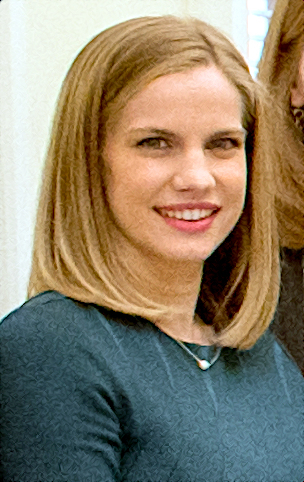
Anna Chlumsky interprète Amy Brookheimer
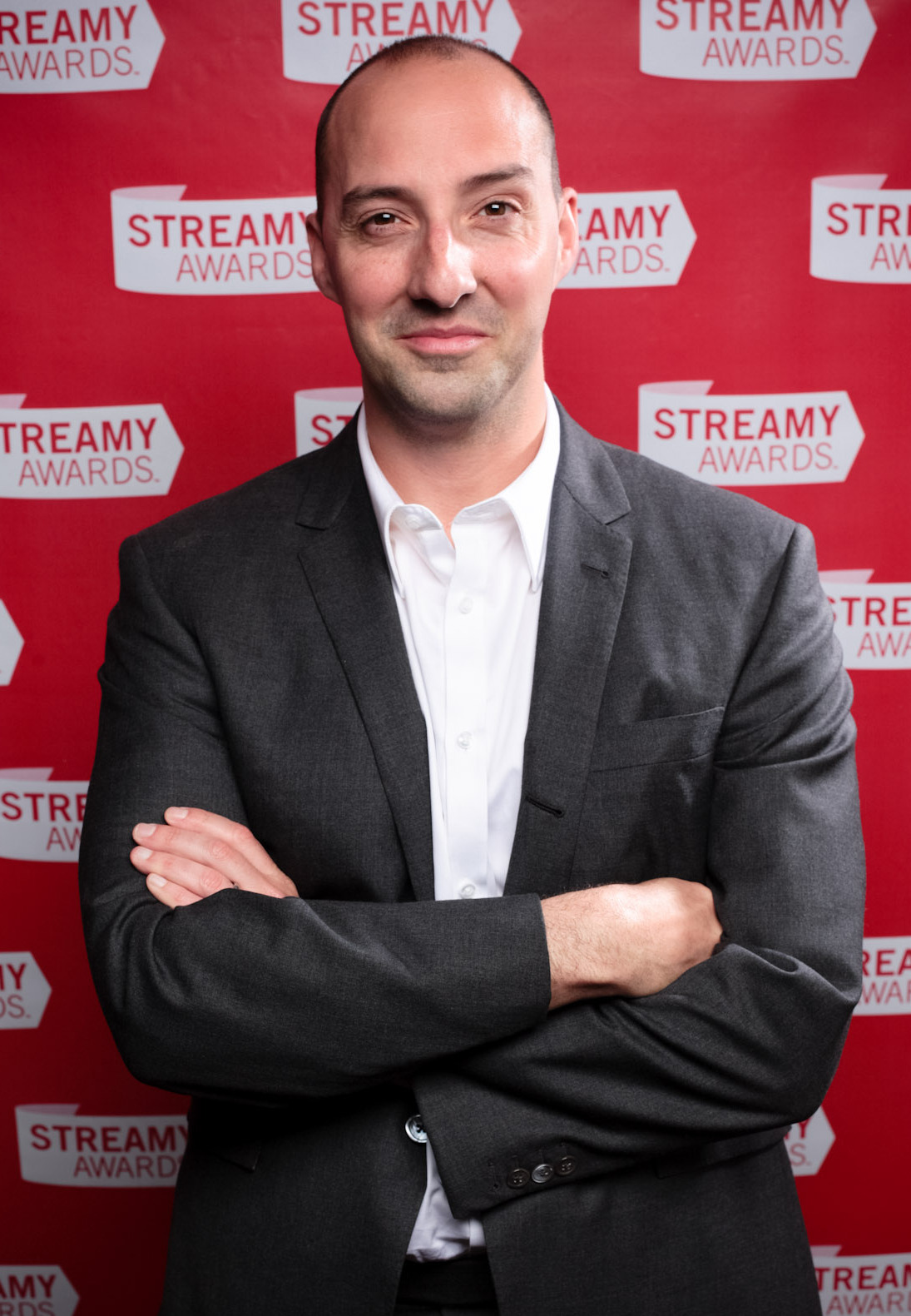
Tony Hale interprète Gary Walsh
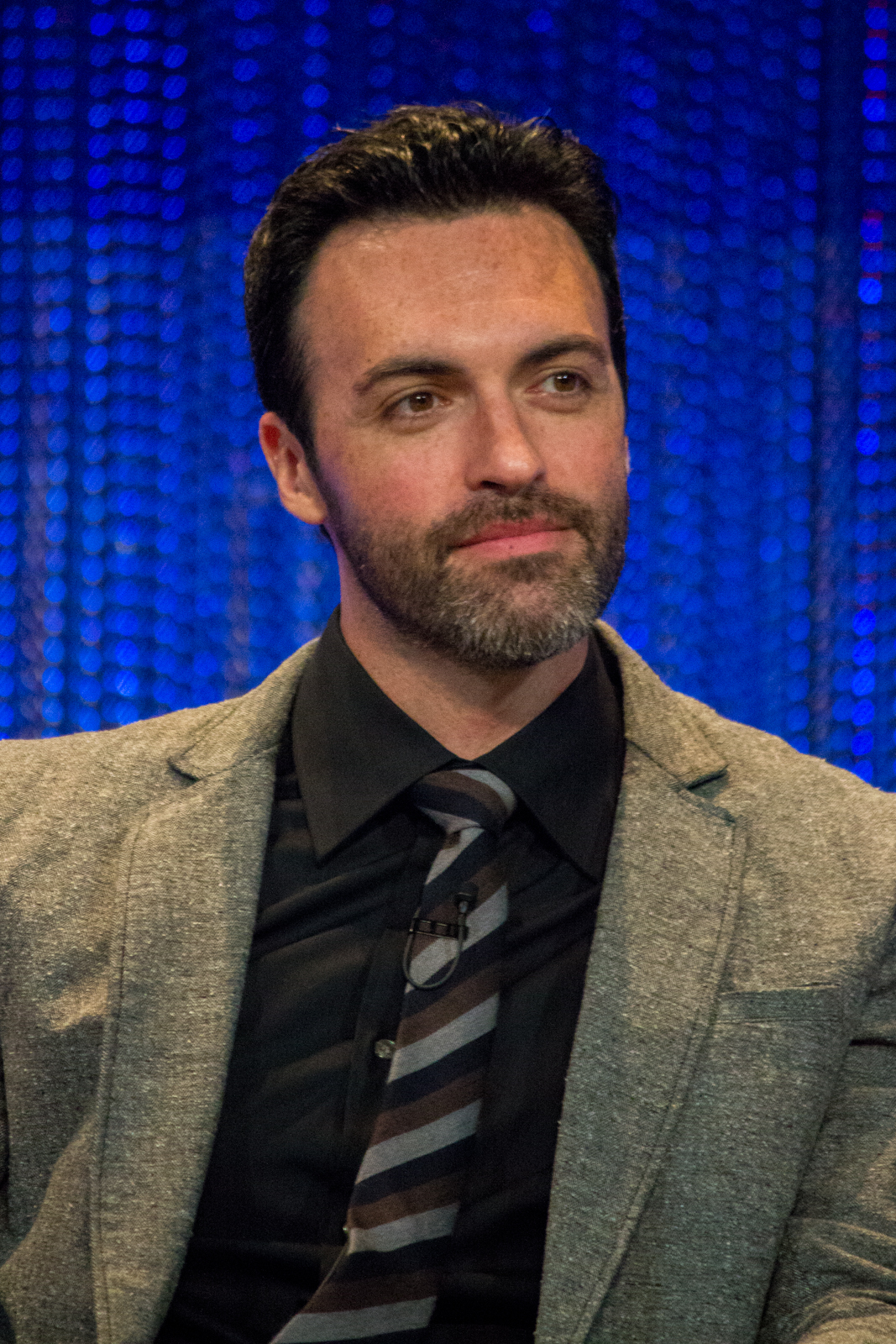
Reid Scott interprète Dan Egan
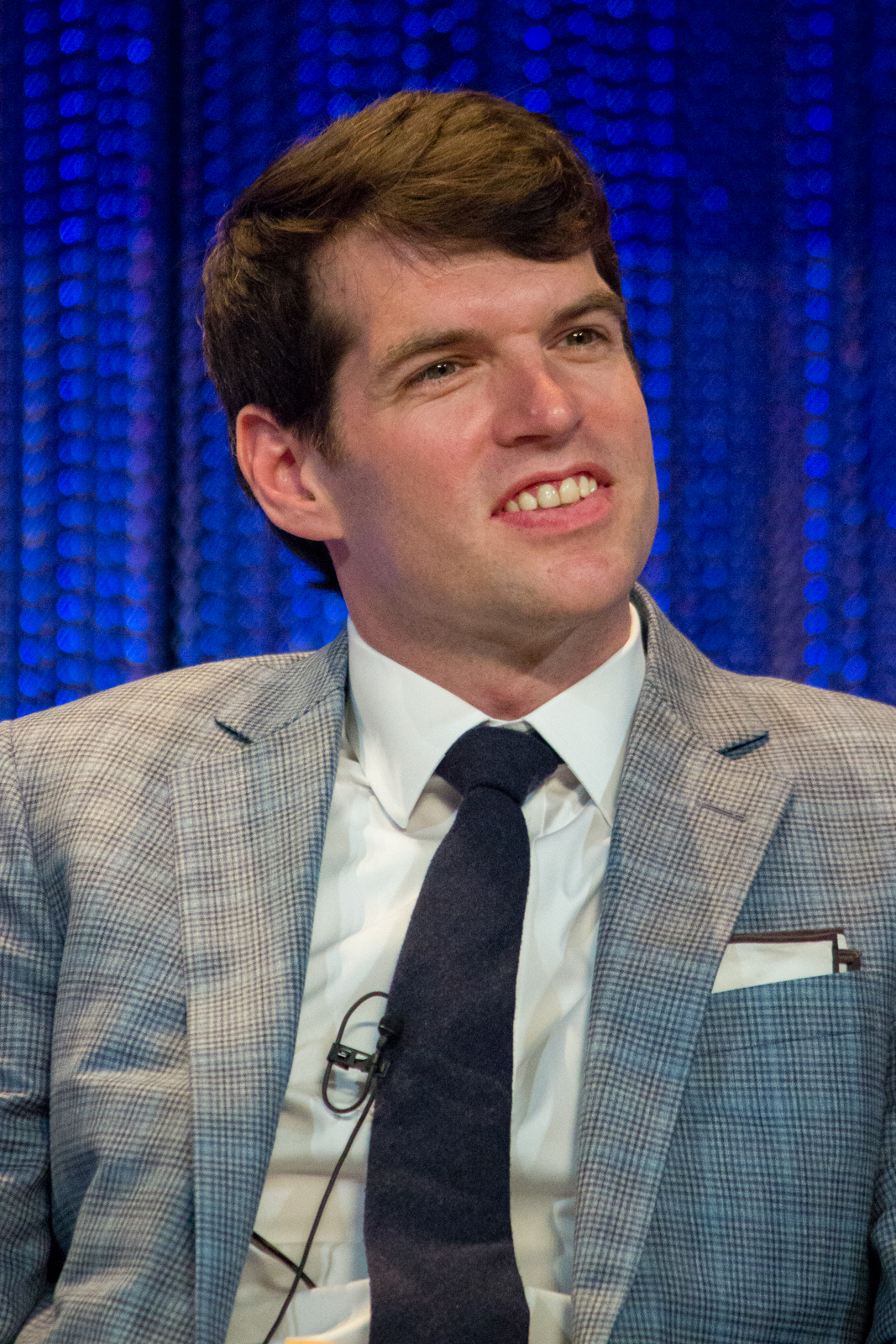
Timothy Simons interprète Jonah Ryan
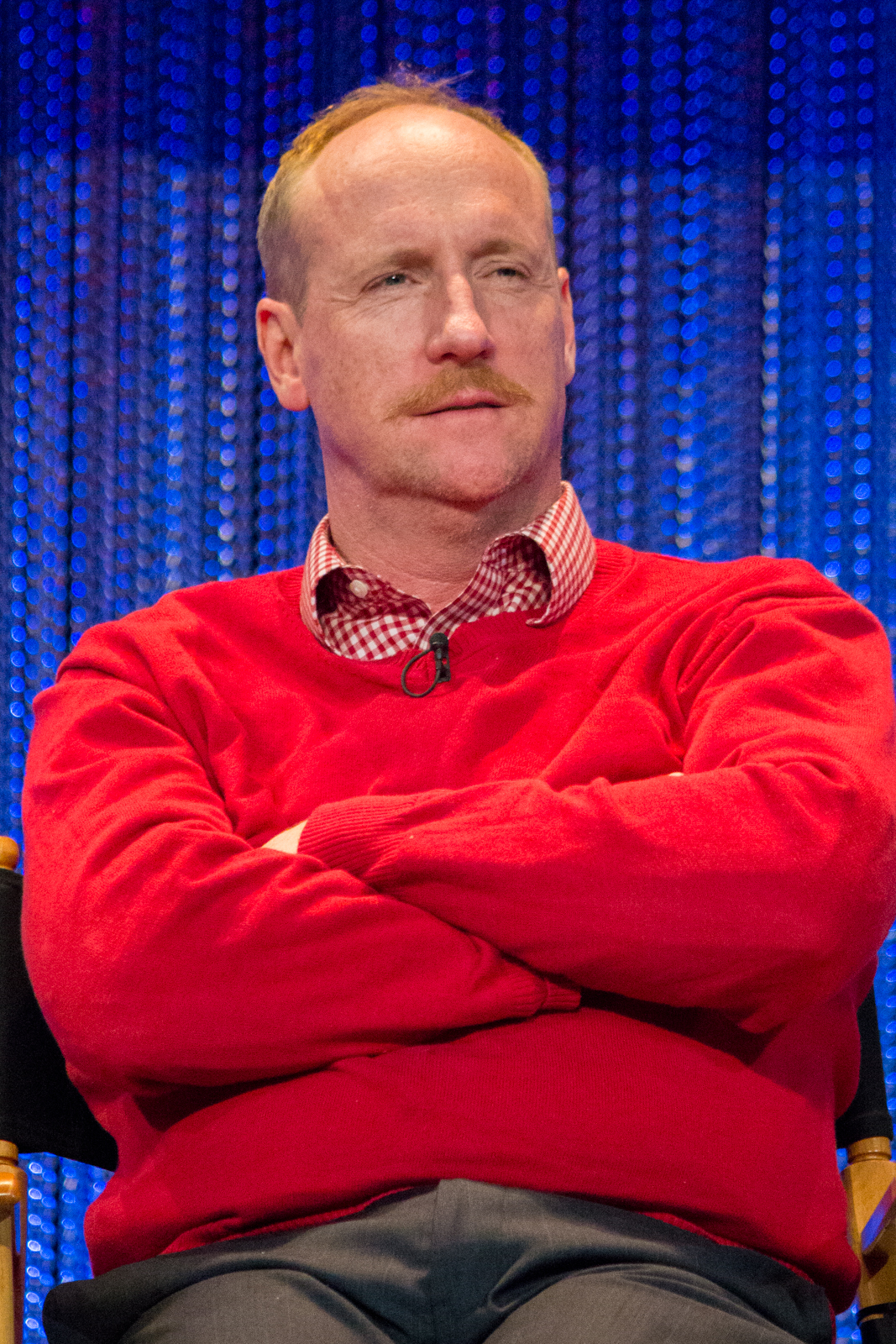
Matt Walsh interprète Mike McLintock
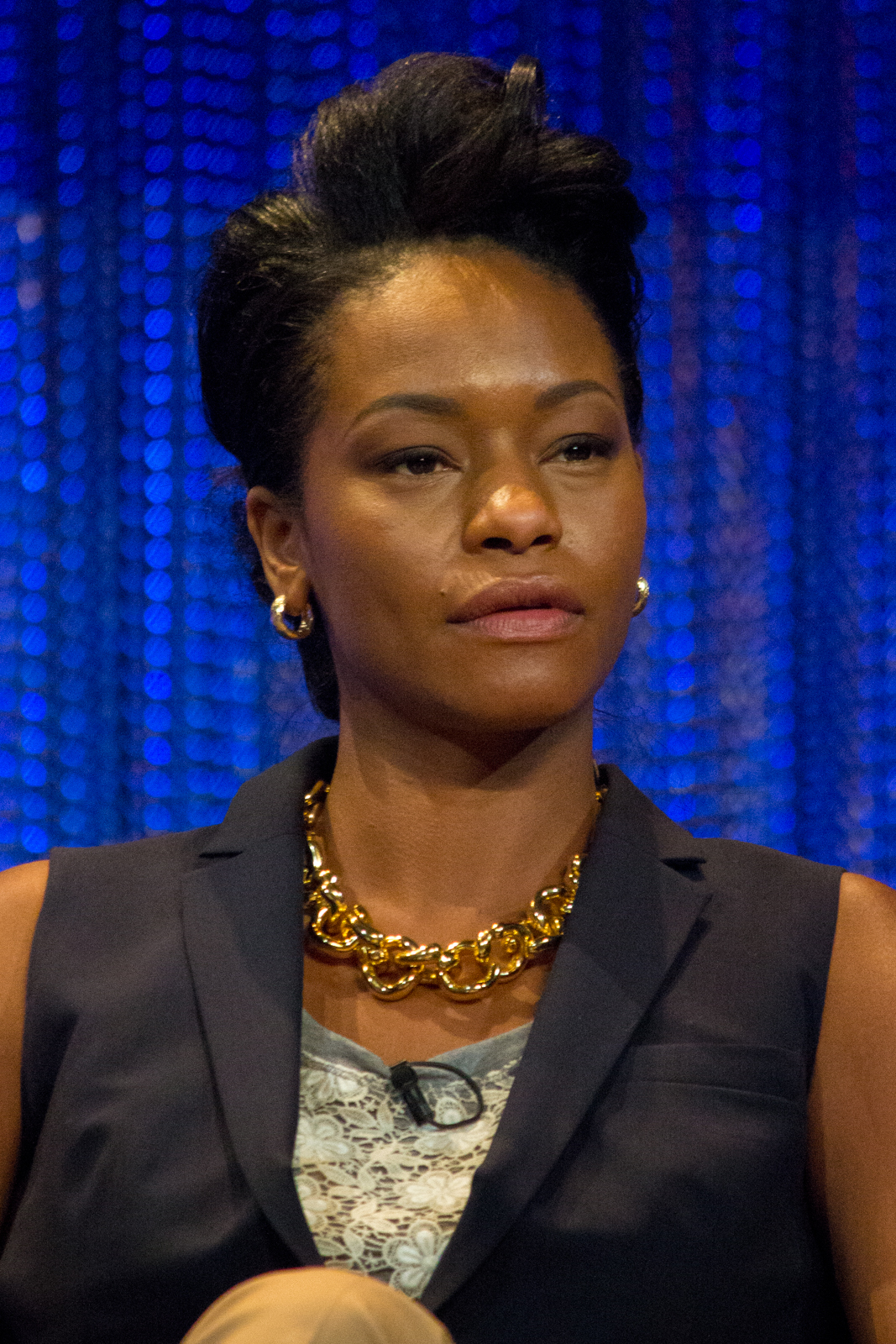
Sufe Bradshaw interprète Sue Wilson
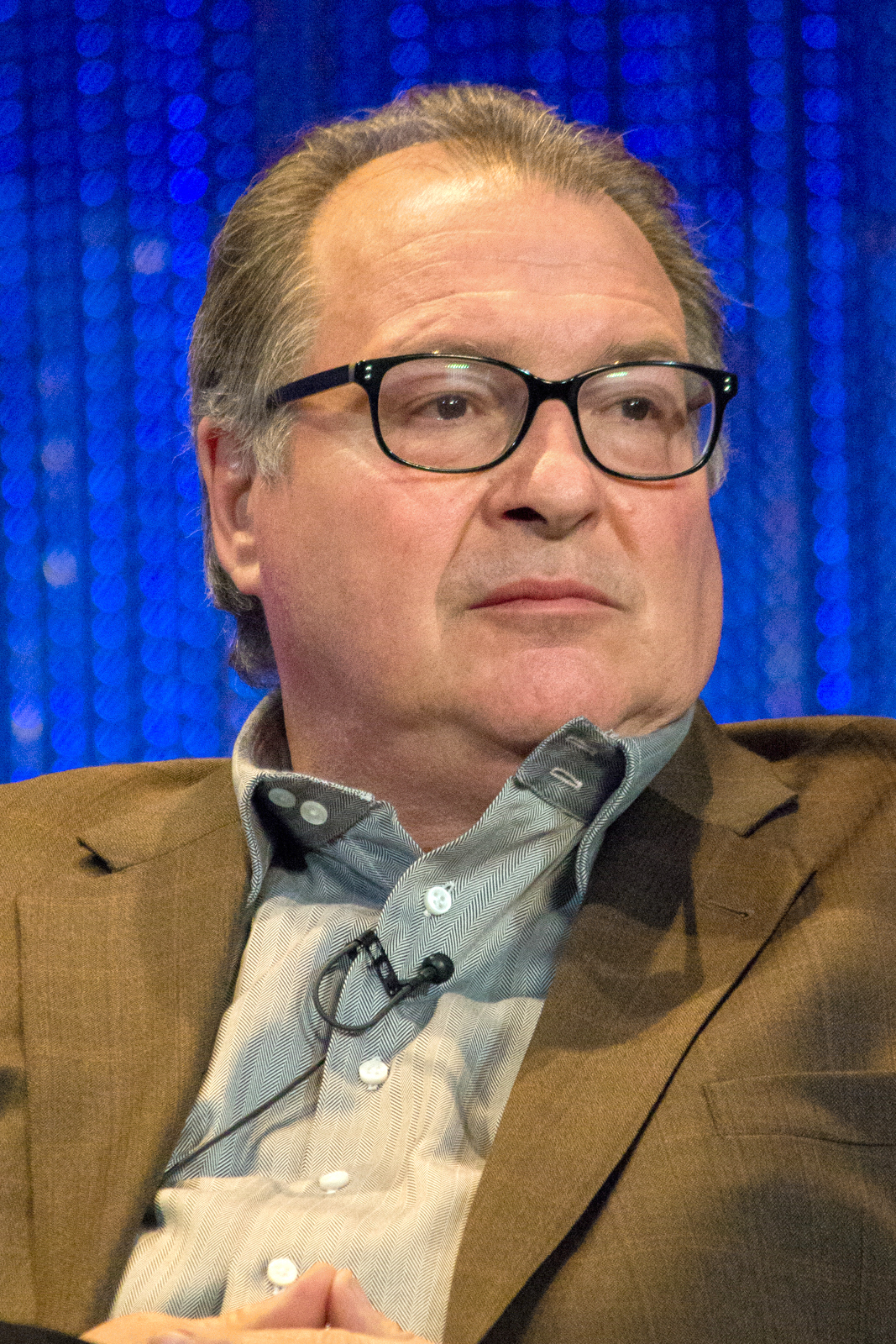
Kevin Dunn interprète Ben Cafferty
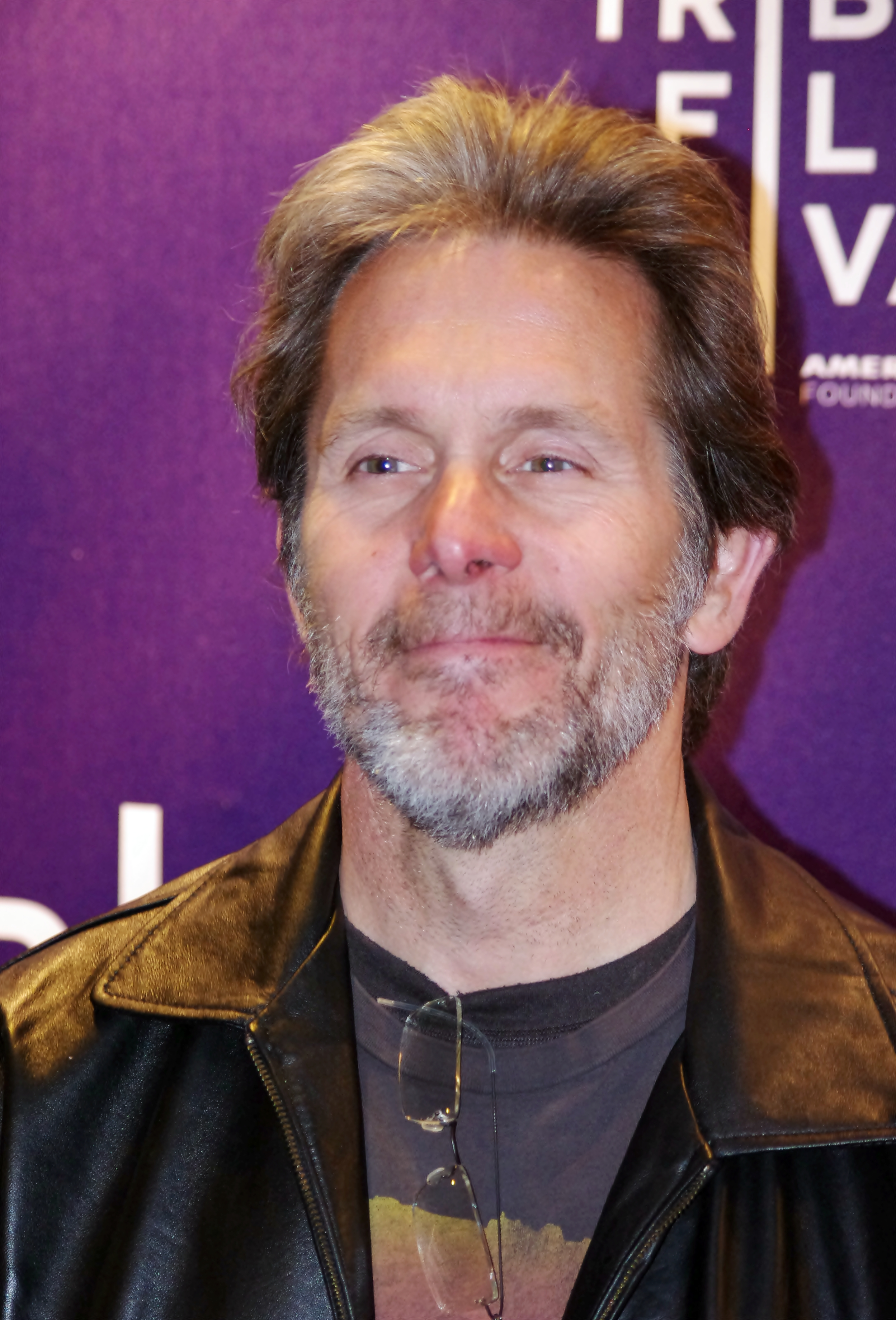
Gary Cole interprète Kent Davison

## Liste des épisodes
1. Le lendemain (Morning After)
2. Nevada  (Nev-AD-a)
3. L'aigle (The Eagle)
4. Mamina (Mother)
5. Thanksgiving (Thanksgiving)
6. Le connassegate (C**tgate)
7. Le bal du Congrès (Congressional Ball)
8. Camp David (Camp David)
9. Bécoter sa sœur (Kissing Your Sister)
10. Inauguration (nauguration)

### Épisode 1: Le lendemain
- États-Unis : 24 avril 2016 sur HBO
- France :
  - 25 avril 2016 sur OCS City (en VOSTFr)

### Épisode 2: Nevada
- États-Unis : 1er mai 2016 sur HBO
- France :
  - 2 mai 2016 sur OCS City (en VOSTFr)

### Épisode 3: L'aigle
- États-Unis : 8 mai 2016 sur HBO
- France :
  - 9 mai 2016 sur OCS City (en VOSTFr)

### Épisode 4: Mamina
- États-Unis : 15 mai 2016 sur HBO
- France :
  - 16 mai 2016 sur OCS City (en VOSTFr)

### Épisode 5: Thanksgiving
- États-Unis : 22 mai 2016 sur HBO
- France :
  - 23 mai 2016 sur OCS City (en VOSTFr)

### Épisode 6: Le connassegate
- États-Unis : 29 mai 2016 sur HBO
- France :
  - 30 mai 2016 sur OCS City (en VOSTFr)

### Épisode 7: Le bal du Congrès
- États-Unis : 5 juin 2016 sur HBO
- France :
  - 6 juin 2016 sur OCS City (en VOSTFr)

### Épisode 8: Camp David
- États-Unis : 12 juin 2016 sur HBO
- France :
  - 13 juin 2016 sur OCS City (en VOSTFr)

### Épisode 9: Bécoter sa sœur
- États-Unis : 19 juin 2016 sur HBO
- France :
  - 20 juin 2016 sur OCS City (en VOSTFr)

### Épisode 10: Inauguration
- États-Unis : 26 juin 2016 sur HBO
- France :
  - 27 juin 2016 sur OCS City (en VOSTFr)